# Hexodon unicostatum
Hexodon unicostatum är en skalbaggsart som beskrevs av Gilbert John Arrow 1912. Hexodon unicostatum ingår i släktet Hexodon och familjen Dynastidae. Utöver nominatformen finns också underarten H. u. simplex.